# Ian Hacking
Ian MacDougall Hacking, född 18 februari 1936 i Vancouver, död 10 maj 2023 i Toronto, var en kanadensisk filosof med särskilt intresse för vetenskapsfilosofi.

## Utbildning och tjänster
Ian Hacking studerade vid universiteten i British Columbia och i Cambridge. Han disputerade vid det senare universitetet 1962. Han hade därefter tjänst vid bland annat Princeton University, Stanford University och Makerereuniversitetet i Uganda, innan han 1975 utsågs till professor vid filosofiska institutionen vid Stanford University. Han verkade som professor vid University of Toronto från 1982. Åren 2000–2006 var han professor i Philosophie et histoire des concepts scientifiques (filosofi och vetenskapens idéhistoria) vid Collège de France i Paris. Hacking utsågs till visiting professor vid University of California från hösten 2008.

## Filosofiska intressen
Tre områden som särskilt (men ej uteslutande) intresserade Hacking var:
- Laboratorievetenskapens uppkomst på 1600-talet och betydelse för naturvetenskapens utveckling. Enligt Hacking har vetenskapsfilosofer ägnat för mycket intresse enbart åt vetenskapens teoretiska grundvalar och för lite intresse åt den experimentella praxis som omformat naturvetenskapen.
- Statistikens och sannolikhetsteorins födelse och filosofiska grundvalar.
- Klassificering inom humanvetenskaperna; särskilt hur klassificeringen kan påverka det som är klassificerat. Hacking har studerat sociala konstruktioner, och även gränslandet mellan sociala konstruktioner och sjukdomar, särskilt psykiska. Här har han i viss mån påverkats av sin företrädare vid Collège de France, Michel Foucault.

Hacking blev känd för sin välformulerade och klara stil. I hans produktion märks både djuplodande fackfilosofiska artiklar och mer publiktillvända texter, som han publicerade i exempelvis The New York Review of Books och Times Literary Supplement. Flera av Hackings böcker har kommit att betraktas som standardverk. Så anses till exempel Logic of Statistical Inference (1965) vara en fin presentation av statistikens och sannolikhetsteorins filosofi, medan Representing and Intervening (1983) hålls som en utmärkt introduktion till vetenskapsfilosofin. Många av Hackings böcker har översatts till andra språk. Den enda som hittills översatts till svenska är Social konstruktion av vad? (2000). 
Hacking kom att erhålla flera priser och var bland annat medlem av British Academy, American Academy och Royal Society of Canada.

## Publikationer i urval

### Böcker
- Logic of Statistical Inference (1965)
- A Concise Introduction to Logic (1972)
- Why Does Language Matter to Philosophy? (1975)
- The Emergence of Probability: A Philosophical Study of Early Ideas About Probability, Induction and Statistical Inference (1975)
- Representing and Intervening: Introductory Topics in the Philosophy of Natural Science (1983)
- The Taming of Chance (1990)
- Le Plus pur nominalisme. L'énigme de Goodman: "vleu" et usages de "vleu" (1993)
- Rewriting the Soul: Multiple Personality and the Sciences of Memory (1995)
- Mad Travelers: Reflections on the Reality of Transient Mental Illnesses (1998)
- The Social Construction of What? (1999) (Social konstruktion av vad? [2000])
- An Introduction to Probability and Inductive Logic (2001)
- Historical Ontology (2002)

### Artiklar
- "Do We See Through a Microscope?", Pacific Philosophical Quarterly 63, 1981, s. 305–322.
- "Language, Truth, and Reason", I: M. Hollis & S. Lukes (red.), Rationality and Relativism, Oxford: Blackwell, 1982, s. 48–66.
- "The Looping Effects of Human Kinds", I: D. Sperber, D. Premack, & A. J. Premack (red.), Causal Cognition: A Multi-Disciplinary Approach, Oxford: Clarendon Press, 1995, s. 351–382.